# Торо Канјон (Калифорнија)
Торо Канјон (енгл. Toro Canyon) насељено је место без административног статуса у америчкој савезној држави Калифорнија.

## Демографија
По попису из 2010. године број становника је 1.508, што је 189 (-11,1%) становника мање него 2000. године.
| Група             | 2000.         | 2010.         |
| Белци             | 1.363 (80,3%) | 1.175 (77,9%) |
| Афроамериканци    | 6 (0,4%)      | 7 (0,5%)      |
| Азијати           | 23 (1,4%)     | 14 (0,9%)     |
| Хиспаноамериканци | 276 (16,3%)   | 293 (19,4%)   |
| Укупно            | 1.697         | 1.508         |